# Miřejovice
Miřejovice település Csehországban, a Litoměřicei járásban. Miřejovice Hlinná, Litoměřice és Kamýk településekkel határos. Lakosainak száma 216 fő (2024. január 1.).

## Népesség
A település lakosságának változását az alábbi diagram mutatja:
| Lakosok száma | 210  | 171  | 226  | 174  | 165  | 172  | 213  | 236  | 209  | 216  |
|               | 1869 | 1890 | 1921 | 1950 | 1980 | 2001 | 2017 | 2019 | 2022 | 2024 |